# Enzo Corvi
Enzo Corvi (Coira, 23 dicembre 1992) è un hockeista su ghiaccio svizzero professionista che gioca nel ruolo di ala destra per l'Hockey Club Davos, squadra della National League, dalla stagione 2012/13.

## Carriera
Corvi ha iniziato a giocare a hockey nelle giovanili dell'EHC Chur, squadra della sua città natale, con la quale ha esordito nel massimo campionato dilettantistico svizzero nella stagione 2008/09.
Nella primavera del 2012 Corvi viene ingaggiato dall'HC Davos, squadra militante in National League A. Nella stessa stagione ha giocato 8 partite in prestito all'HC Thurgau, in National League B.
Con l'HC Davos ha giocato l'edizione 2012 della prestigiosa Coppa Spengler, nella quale perse la finale contro il Canada per 2-7. Il 28 dicembre 2012, proprio in questa competizione, ha segnato il suo primo gol in maglia Davos, superando il portiere Adler Mannheim. Ha avuto occasione di giocare insieme a Joe Thornton durante il Lockout NHL nel 2012.
La stagione 2013/14 fu la stagione della svolta per Corvi: segnò 19 punti in un totale di 54 partite giocate in National League A. La stagione successiva vinse il campionato svizzero con l'HC Davos.
Nel febbraio 2016, ha firmato un nuovo contratto che lo lega all'HC Davos fino al 2019.
Nel 2018 viene convocato dalla Nazionale Svizzera per disputare il Campionato del Mondo di Hockey, nel quale ottiene un prestigioso secondo posto alle spalle della Svezia.
Il 18 dicembre 2018 estende il contratto con l'HC Davos per ulteriori 4 anni.
Il 5 agosto 2021 rinnova anticipatamente il contratto, estendendolo fino alla stagione 2025-2026.

## Statistiche

### Statistiche nei club
Statistiche aggiornate al 18 Agosto 2021.
| Stagione                | Squadra                 | Stagione regolare       | Stagione regolare | Stagione regolare | Stagione regolare | Stagione regolare | Stagione regolare | Playoff/Playout | Playoff/Playout | Playoff/Playout | Playoff/Playout | Playoff/Playout |
| Stagione                | Squadra                 | Comp                    | PG                | G                 | A                 | Pt                | PIM               | PG              | G               | A               | Pt              | PIM             |
| ----------------------- | ----------------------- | ----------------------- | ----------------- | ----------------- | ----------------- | ----------------- | ----------------- | --------------- | --------------- | --------------- | --------------- | --------------- |
| 2007-2008               | EHC Chur Capricorns     | Elite Junioren B        | 4                 | 3                 | 2                 | 5                 | 0                 | -               | -               | -               | -               | -               |
| 2008-2009               | EHC Chur Capricorns     | 1. Liga                 | 7                 | 0                 | 0                 | 0                 | 0                 | -               | -               | -               | -               | -               |
| 2008-2009               | EHC Chur Capricorns     | Elite Junioren B        | 35                | 9                 | 12                | 21                | 54                | 6               | 3               | 3               | 6               | 4               |
| 2009-2010               | EHC Chur Capricorns     | 2. Liga                 | 17                | 10                | 17                | 27                | 44                | 9               | 3               | 6               | 9               | 14              |
| 2009-2010               | EHC Chur Capricorns     | Elite Junioren B        | 34                | 20                | 24                | 44                | 130               | 3               | 1               | 4               | 5               | 27              |
| 2010-2011               | EHC Chur Capricorns     | 2. Liga                 | 13                | 8                 | 21                | 29                | 10                | 9               | 10              | 12              | 22              | 31              |
| 2010-2011               | EHC Chur Capricorns     | Elite Junioren B        | 23                | 27                | 28                | 55                | 32                | 2               | 0               | 3               | 3               | 4               |
| 2011-2012               | EHC Chur Capricorns     | 1. Liga                 | 27                | 11                | 8                 | 19                | 24                | 3               | 1               | 0               | 1               | 6               |
| 2011-2012               | EHC Chur Capricorns     | Elite Junioren B        | 16                | 19                | 22                | 41                | 28                | 7               | 6               | 6               | 12              | 18              |
| 2012-2013               | HC Davos                | NLA                     | 31                | 0                 | 1                 | 1                 | 6                 | 3               | 0               | 0               | 0               | 2               |
| 2012-2013               | HC Thurgau              | NLB                     | 8                 | 3                 | 8                 | 11                | 8                 | -               | -               | -               | -               | -               |
| 2013-2014               | HC Davos                | NLA                     | 48                | 7                 | 10                | 17                | 14                | 6               | 0               | 2               | 2               | 2               |
| 2014-2015               | HC Davos                | NLA                     | 40                | 9                 | 13                | 22                | 14                | 15              | 1               | 3               | 4               | 6               |
| 2015-2016               | HC Davos                | NLA                     | 23                | 3                 | 8                 | 11                | 12                | 5               | 1               | 1               | 2               | 0               |
| 2016-2017               | HC Davos                | NLA                     | 47                | 14                | 25                | 39                | 12                | 10              | 4               | 5               | 9               | 10              |
| 2017-2018               | HC Davos                | NL                      | 45                | 18                | 15                | 33                | 32                | 6               | 1               | 1               | 2               | 10              |
| 2018-2019               | HC Davos                | NL                      | 33                | 9                 | 7                 | 16                | 6                 | 10              | 5               | 4               | 9               | 4               |
| 2019-2020               | HC Davos                | NL                      | 39                | 5                 | 26                | 31                | 26                | -               | -               | -               | -               | -               |
| 2020-2021               | HC Davos                | NL                      | 44                | 15                | 37                | 52                | 16                | 3               | 0               | 1               | 1               | 2               |
| NLA/NL totale           | NLA/NL totale           | NLA/NL totale           | 350               | 80                | 142               | 222               | 128               | 58              | 12              | 17              | 29              | 36              |
| NLB totale              | NLB totale              | NLB totale              | 8                 | 3                 | 8                 | 11                | 8                 | −               | −               | −               | −               | −               |
| 1. Liga totale          | 1. Liga totale          | 1. Liga totale          | 34                | 11                | 8                 | 19                | 24                | 3               | 1               | 0               | 1               | 6               |
| 2. Liga totale          | 2. Liga totale          | 2. Liga totale          | 30                | 18                | 38                | 56                | 53                | 18              | 13              | 18              | 31              | 45              |
| Elite Junioren B totale | Elite Junioren B totale | Elite Junioren B totale | 112               | 78                | 88                | 166               | 244               | 9               | 6               | 9               | 15              | 22              |

## Palmarès

### Club
- Campionato svizzero: 1

 Davos: 2014-15

### Individuale
- National League All-Star Team : 1

2020-21